# NGC 6537
NGC 6537 is een planetaire nevel in het sterrenbeeld Boogschutter. Het ligt 4000 lichtjaar van de Aarde verwijderd en werd op 15 juli 1882 ontdekt door de Amerikaanse astronoom Edward Charles Pickering. De witte dwerg in het midden van nevel blaast een stofwolk, die een temperatuur van 10.000 kelvin bezit, met een snelheid van 2000 tot 4500 kilometer per seconde de ruimte in.

## Synoniemen
- PK 10+0.1
- ESO 590-PN1